# Бартошевський Іван
Бартошевський Іван (Іоанн) (18 січня 1852, Львів — 13 грудня 1920, Львів) — священник і релігійний діяч Української греко-католицької церкви, богослов, письменник, педагог, професор Львівського університету, редактор часопису «Рускій Сіонъ». У Галичині Іван Бартошевський був знаним автором богословських, гомілетичних та педагогічних праць, став першим викладачем Львівського університету, кому вдалося створити авторський навчальний посібник з педагогіки. Бартошевський був яскравим представником релігійної течії української національної педагогіки.

## Життєпис
Народився 18 січня 1852 року у Львові в сім'ї Григорія і Марії Бартошевських.
Середню освіту здобув в Академічній гімназії. Закінчив греко-католицьку духовну семінарію у Відні «Барбареум», де в 1877 році отримав вчене звання доктора теології.
У 1879 році почав викладацьку діяльність у Львівському університеті. У 1879–1918 роках викладав пасторальну теологію та педагогіку на теологічному факультеті Львівського університету українською мовою. У 1920 році вийшов на спочинок.
Помер 13 грудня 1920 року у Львові. Похований на Личаківському цвинтарі, поле 51.

Проживав спочатку за адресою вулиця Хорунщини, 18 (перший поверх) , а з 1905 року і до смерті - у власному помешканні по вулиці Домса 5. Разом з ним за останньою адресою проживала Юлія Парандовська та їхній син - польський письменник Ян Парандовський. 

Іван Бартошевський. Світлина з останніх років життя

### Церковна і релігійно-просвітницька діяльність

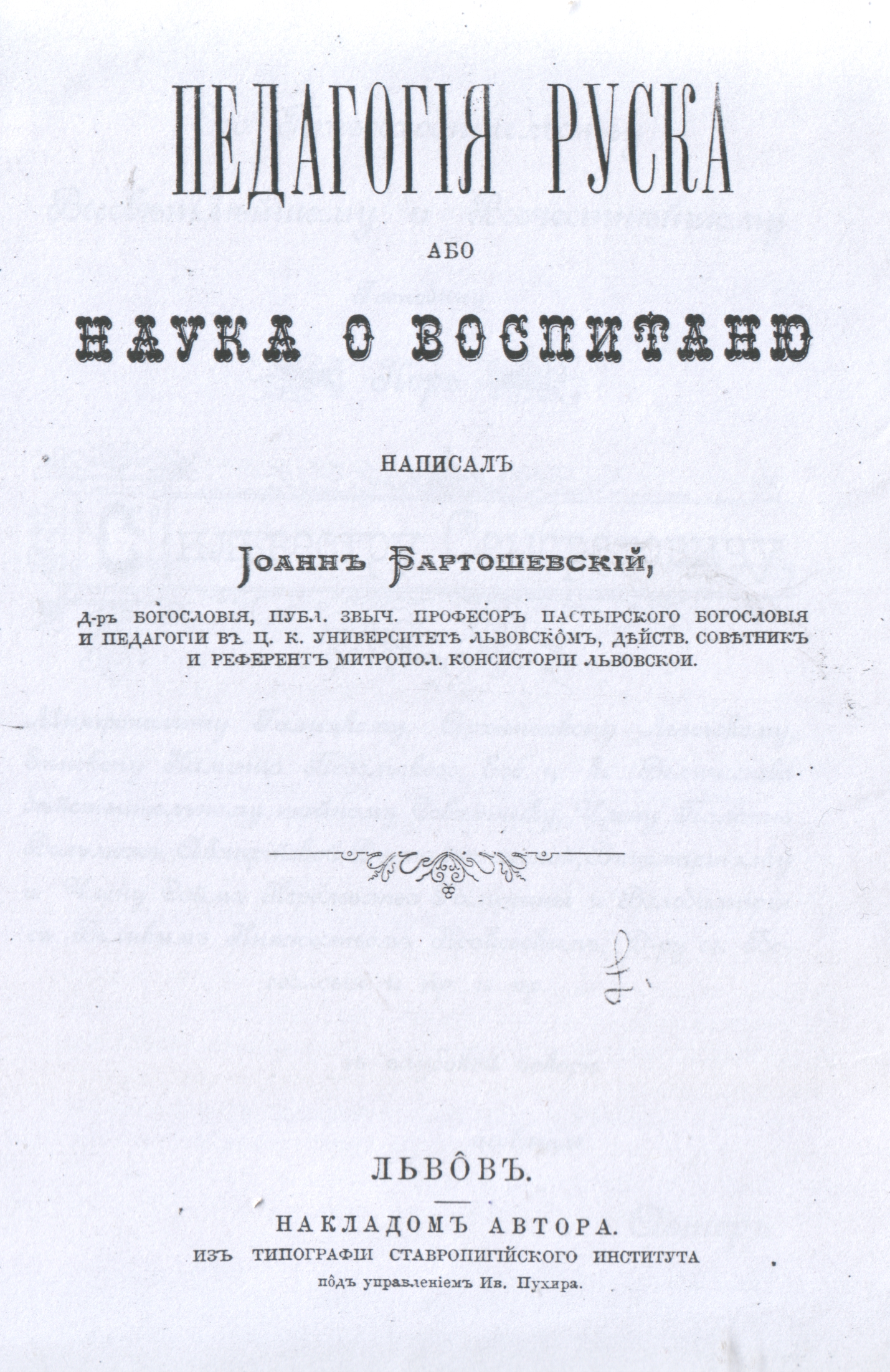
Педагогія руска або Наука о воспитаню. 1891.

- 1875 — священик греко-католицької церкви.
- 1891 — дійсний радник і референт греко-католицької Митрополичої Консисторії
- 1895 — почесний канонік греко-католицької Митрополичої Капітули
- 1897 — радник Митрополичого суду для шлюбних справ і інстанційного суду
- 1872–1880 — голова редколегії церковного часопису «Рускій Сіонъ».
- 1887–1898 — член редколегії церковного часопису "Душпастырь" (Орган Товариства св. Апостола Павла)
- 1893 — заступник голови Товариства св. Апостола Павла

### Викладацька кар'єра

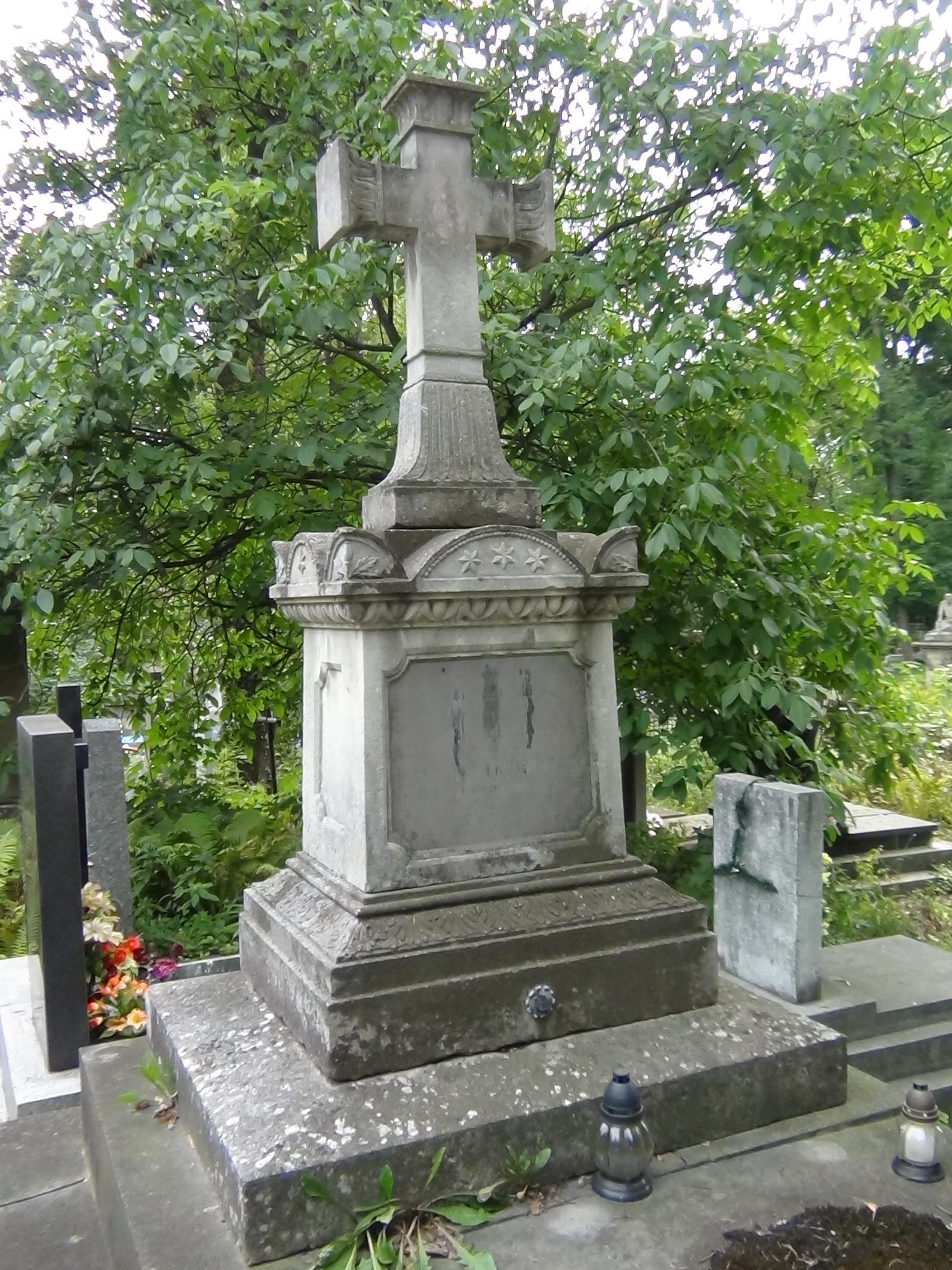
Надгробок Івана Бартошевського на Личаківському цвинтарі у Львові. Сучасний вигляд

Викладав на теологічному факультеті Львівського університету
- 1879 — ад'юнкт;
- 1881 — доцент пасторальної теології;
- 1884 — надзвичайний професор пасторальної теології;
- 1885 — звичайний професор пасторальної теології;
- 1890 — звичайний професор педагогіки;
- У 1888/1889 і 1893/1894 роках обирався деканом теологічного факультету;
- У 1889/1890, 1890/1891,1891/1892,1894/1895,1895/1896 і 1896/1897 — продеканом теологічного факультету;
- З 1905 року керував гомілетичним семінаром для студентів теологічного факультету греко-католицького віросповідання.

### Громадська діяльність
Відстоював українську мову як мову викладання у Львівському університеті. Брав посильну участь у змаганнях за український університет у Львові, про що свідчить наступний текст:

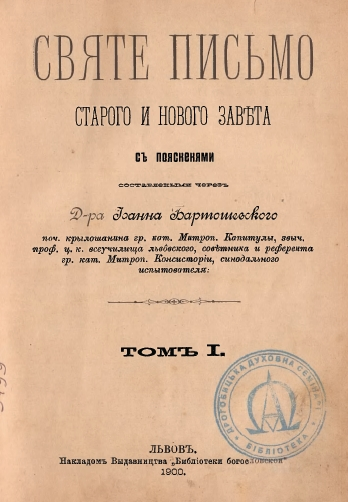
Святе Письмо Старого і Нового Завіту съ поясненями. T. I. 1900.

|                                                                                                   | У відповідь на заяву польських професорів, що Львівський університет є чисто польський, а не утраквістичний, заявили дня 13. марта 1907. р. руські професори університету у Львові: Іван Бартошевський, Мих. Грушевський, Ст. Дністрянський, Іван Добрянський, Йосиф Комарницький, Ол. Колесса, Тит Мишковський, Петро Стебельський і Кирило Студинський, що домагаються виділення єствуючих руських катедр в окреме автономне тіло і безпроволочного доповнення їх системізуваними новими катедрами,— в ціли зорґанізування руського університету у Львові. |
| — Кость Левицький. Історія політичної думки галицьких українців (1848-1914). Львів, 1926. С. 440. | |

## Основні праці
- Проповеді недільні. Львів, 1897.
- Проповеді страсні і воскресні. Львів, 1891.
- Педагогія руска або Наука о воспитаню. Львів, 1891.
- Проповеді похоронні. Львів, 1899.
- Проповеді празничні для сельского народа. Львів, 1901.
- Пасторальна теологія. Львів, 1902.
- Святе Письмо Старого и Нового Завіта съ поясненями. Львів, т. І–VII, 1900–1908.
- Христіянсько-католицька педагогія або наука о вихованю. Львів, 1909.
- Статті на богословські теми в українських церковних журналах.

## Нагороди
- Орден Залізної Корони ІІІ ступеня[2]
- Бронзова ювілейна пам'ятна медаль 1898
- Ювілейний хрест

## Приватне життя
Позашлюбним сином Івана Бартошевського та Юлії Парандовської був видатний польський есеїст Ян Парандовський. Цей факт встановила й оприлюднила в своїй книзі «Хто ти є. Початок родинної саги» (2014) онука Я. Парандовського, відома польська акторка Йоанна Щепковська.